# Koordinator varstva nesnovne kulturne dediščine
Koordinator varstva nesnovne kulturne dediščine  je javna služba po 98. členu Zakona o varstvu kulturne dediščine, ki je odgovoren za pripravo predlogov za Register nesnovne kulturne dediščine. Koordinator varstva nesnovne kulturne dediščine so lahko državni in pooblaščeni muzeji, zavod in pravna oseba, ki lahko pridobi pooblastilo za izvajanje državne javne službe na podlagi javnega razpisa.
Naloge koordinatorja:
1. identificira, dokumentira, preučuje, vrednoti in interpretira nesnovno dediščino,
2. usklajuje in samostojno predlaga vpis nesnovne dediščine v register,
3. svetuje nosilcem nesnovne dediščine glede njenega celostnega ohranjanja,
4. pripravlja predloge za razglasitev živih mojstrovin,
5. usklajuje delo muzejev in zavoda v zvezi z ohranjanjem nesnovne dediščine in kulturnih prostorov, povezanih z njo,
6. opravlja druge naloge v zvezi z nesnovno dediščino po naročilu ministrstva.

Koordinator varstva nesnovne kulturne dediščine je od leta 2011 Slovenski etnografski muzej, v obdobju od 2009 do 2010 pa jih je opravljal Znanstvenoraziskovalni center Slovenske akademije znanosti in umetnosti (ZRC SAZU).